# Don Francisco presenta
Don Francisco presenta fue un programa de televisión estadounidense de habla hispana, producido y emitido por Univision entre 2001 y 2012, y presentado por Mario Kreutzberger "Don Francisco". 

## Historia
Fue estrenado el 10 de octubre de 2001, siendo emitido originalmente los días miércoles en la noche, a las 10pm/9c. Dicho horario se mantuvo hasta el 3 de noviembre de 2010, ya que el programa cambió su día a los lunes desde siguiente episodio (del 10 de noviembre) en el mismo horario, luego de que finalizara el programa El Show de Cristina. La serie produjo cinco especiales entre 2002 y 2008.
El 6 de febrero de 2012, La que no podía amar reemplazó a todos los programas emitidos los días de semana a las 10pm/9c, tras los malos resultados de audiencias de la telenovela de Telemundo Relaciones peligrosas (también emitida a las 10pm/9c). El 29 de marzo de 2012, Don Francisco Presenta fue cancelado oficialmente por Univision, siendo su horario ocupado por telenovelas como Amor bravío y Qué bonito amor en marzo de 2013.